# Fabryka Przetworców Chemicznych F. A. Pal „Dobrolin“
Die Fabryka Przetworów Chemicznych F. A. Pal „Dobrolin“ war ein Warschauer Unternehmen der Chemieindustrie, dessen wichtigste Marke „Dobrolin“ über die Grenzen Polens hinaus bekannt war. Das Familienunternehmen wurde nach dem Zweiten Weltkrieg verstaatlicht und existiert heute nicht mehr.

## Geschichte
Der deutschstämmige Ferdynand Adolf Pahl (1887 oder 1889–1935) kaufte 1908 im Warschauer Stadtteil Wola in der ul. Wołowa eine kleine Fabrik für Schuhcreme, die ab dem Moment als Fabryka Przetworców Chemicznych F. A. Pal „Dobrolin“ firmierte. Im Jahr 1914 verlegte der Unternehmer die Produktion in angemietete Räumlichkeiten der Brauerei Haberbusch i Schiele. Während des Ersten Weltkriegs wurde die Fabrik von der deutschen Verwaltung (Generalgouvernement) konfisziert. Nach dem Krieg fiel sie wieder an die Familie, 1921 traten die Brüder des Gründers, Gustaw und Oskar Pahl, dem Gesellschafterkreis bei. Im Jahr 1927 erfolgte der Umzug in eigene Gebäude in der ul. Wolska 157/159. Wesentliche Erzeugnisse des Unternehmens waren Schuhcreme und Bohnerwachs verschiedener Sorten, das Waschpulver „Mytol“, Reinigungsmittel („Fors“ und „Piecobłysk“), Terpentin, Fliegenfänger und das Insektenpulver „Sam“. Nach dem Tode Ferdynand Pahls wurde 1935 sein jüngerer Bruder Gustaw Leiter des Unternehmens. Bei der Schlacht um Warschau 1939 ließ die Unternehmensleitung in Absprache mit den polnischen Behörden terpentingefüllte Fässer vor den Stadtbezirk Wola verbringen, wo sie – in Feuer gesetzt – den Vormarsch der deutschen Truppen (4. Panzer-Division) verzögerten. Die Fabrikgebäude wurden im Krieg kaum zerstört und nach Kriegsende wurde die Produktion von der Familie wieder aufgenommen. Am 31. Dezember erfolgte dann die Verstaatlichung des Unternehmens. Nach Einstellung der Produktion wurden Maschinen und Rohstoffe abtransportiert. Die Fabrikanlage übernahm die Warschauer Stahlfederfabrik PZL. Mittlerweile sind die alten Fabrikgebäude abgerissen, die zur PZL-Gruppe gehörende Immobilienentwicklungsgesellschaft Dantex errichtete an ihrer Stelle eine Wohnsiedlung, die den Namen „Osiedle Dobrolin“ trägt.